# Baulme-la-Roche
Baulme-la-Roche ist eine französische Gemeinde mit 92 Einwohnern (Stand: 1. Januar 2022) im Département Côte-d’Or in der Region Bourgogne-Franche-Comté. Sie gehört zum Arrondissement Dijon und zum Kanton Talant.

## Geographie
Baulme-la-Roche liegt etwa 23 Kilometer westnordwestlich von Dijon. Die Gemeinde wird umgeben von Blaisy-Haut im Norden und Westen, Panges im Norden, Ancey im Osten und Südosten, Mâlain im Süden sowie Savigny-sous-Mâlain im Südwesten.

## Bevölkerungsentwicklung
| Jahr                       | 1962 | 1968 | 1975 | 1982 | 1990 | 1999 | 2006 | 2013 | 2019 |
| Einwohner                  | 120  | 106  | 77   | 88   | 100  | 118  | 121  | 111  | 85   |
| Quellen: Cassini und INSEE |      |      |      |      |      |      |      |      |      |

## Sehenswürdigkeiten

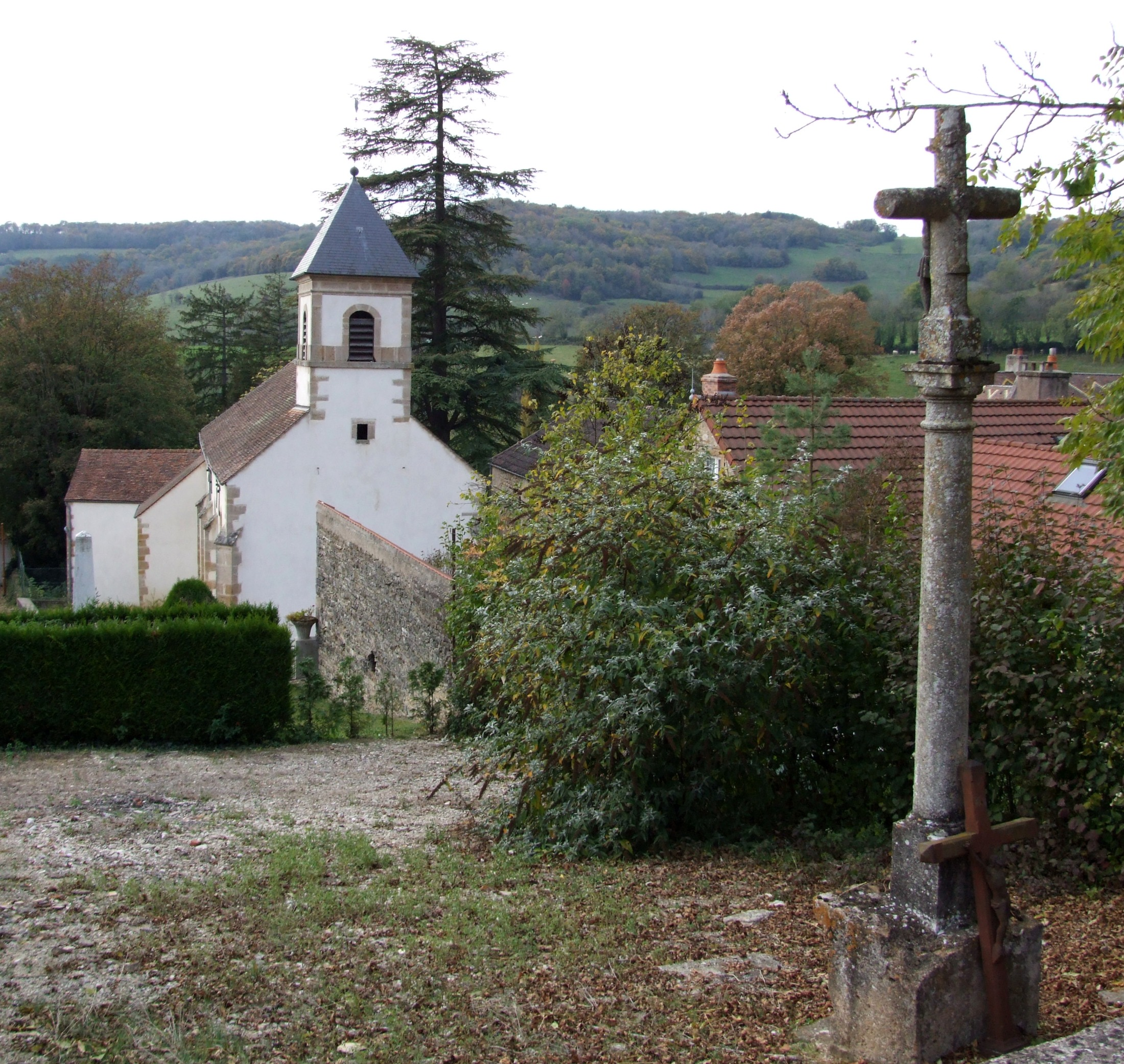
Kirche Saint-Martin

- Kirche Saint-Martin